# Chahid (Algérie)
Pour les articles homonymes, voir Chahid (homonymie).
Un chahid (de l'arabe : شَهيد [šahīd], martyr) est, en Algérie, le titre officiel de toute personne (algérienne ou étrangère) qui a combattu durant la guerre d'Algérie dans les rangs indépendantistes (moudjahid) et qui est tombée au champ d'honneur ou qui est morte à la suite de son engagement. Les chahids sont désignés en Algérie comme « le symbole et la fierté de la Nation ».

## Définition
Le mot chahid est un statut officiel qui désigne en Algérie toute personne membre du FLN ou de l'ALN, tombée au champ d'honneur lors de la guerre d'Algérie, ou décédée durant cette époque à la suite de blessures ou maladies, ou portée disparue ou décédée en prison ou dans les lieux de détention ou après sa libération pas suite des tortures subies.
Les personnes décédées lors d'événements allant du 5 juillet (proclamation de l'indépendance) au 1er septembre 1962 sont considérées « victimes du devoir », et sont aussi considérées comme chahid.
Le terme fut également appliqué aux victimes du terrorisme durant la guerre civile algérienne.

## Statut officiel

### Reconnaissance

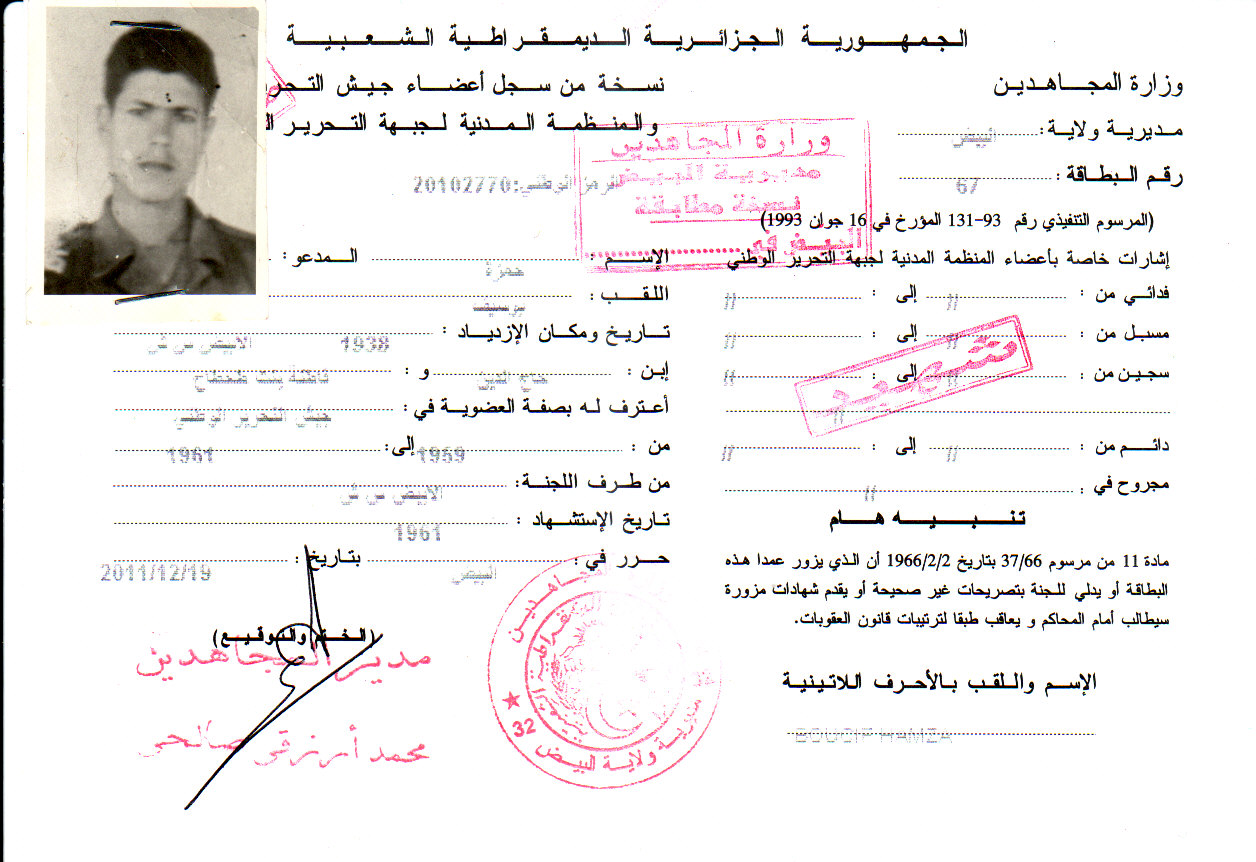
Attestation de l'Armée de libération nationale du chahid Hamza Boucif

Pour la reconnaissance d'un chahid, une commission de militants auprès du ministère des moudjahidine se forme pour les déterminer.

### Chahidates
Les chahidates (littéralement « femmes martyres ») sont les militantes algériennes mortes au combat contre l’armée française. L’historienne Djamila Amrane-Minne a recensé le nombre de chahidates : 314 femmes soldats sont tuées aux combats  et 948 femmes civiles combattantes sont mortes. Ces chiffres relativement faibles sont dus à la méfiance des Moudjahidines à la présence des femmes.

### Ayants droit
Les ayants droit du chahid sont ses ascendants, sa ou ses veuves, ses fils et ses filles.

## Hommage national

### Journée nationale du Chahid
Officiellement depuis 1992 en Algérie, on fête la « Journée nationale du Chahid » de la guerre de libération nationale, le 18 février, en référence au 18 février 1947, date officielle de création de l’Organisation Spéciale «OS», qui a été le prélude à la lutte armée ; le 18 février est aussi la date à laquelle, en 1957, la « question algérienne » a été présentée devant l’Assemblée générale des Nations Unies.

### Monuments des martyrs

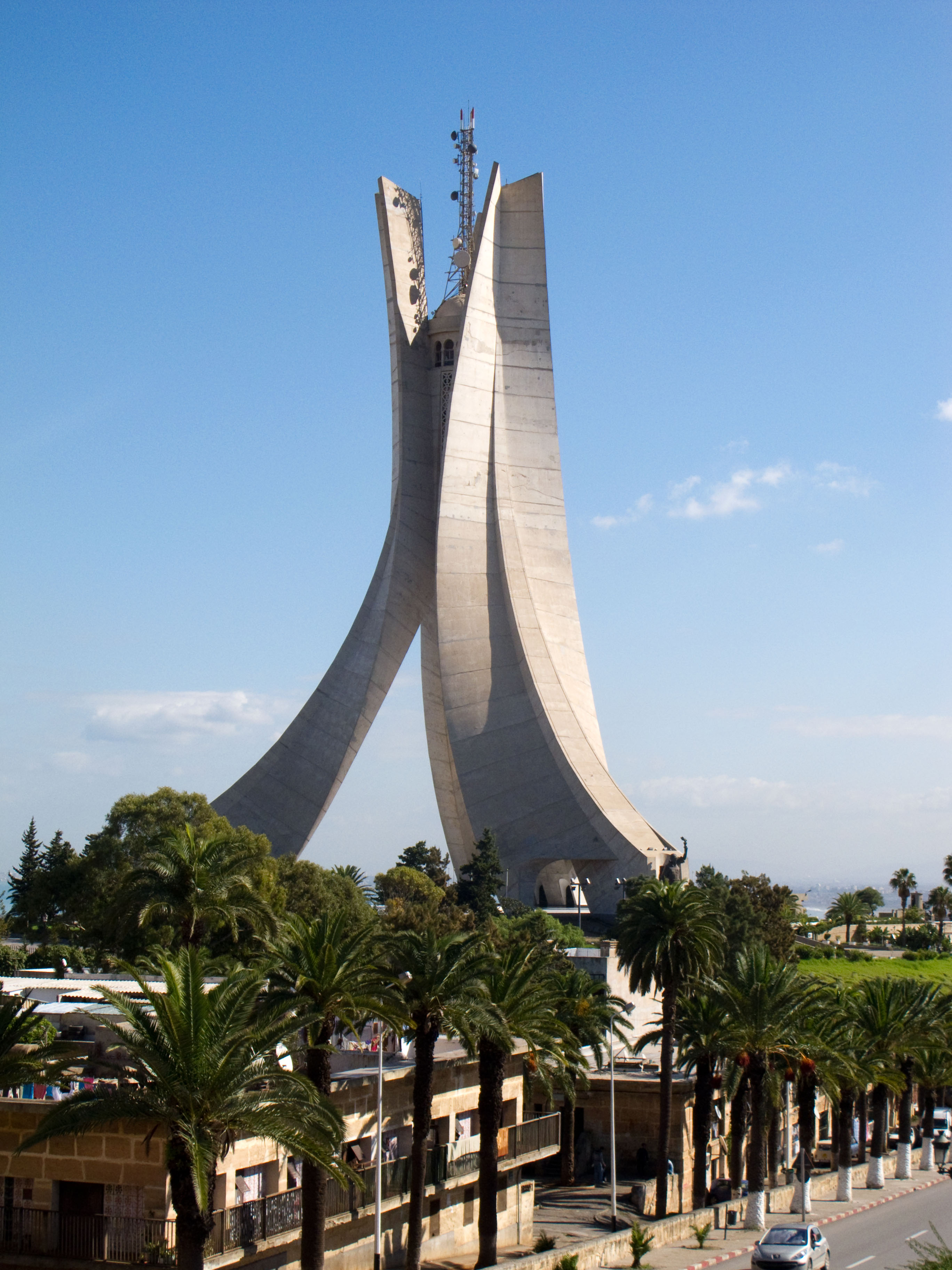
Monument des martyrs de la guerre d'indépendance à Alger
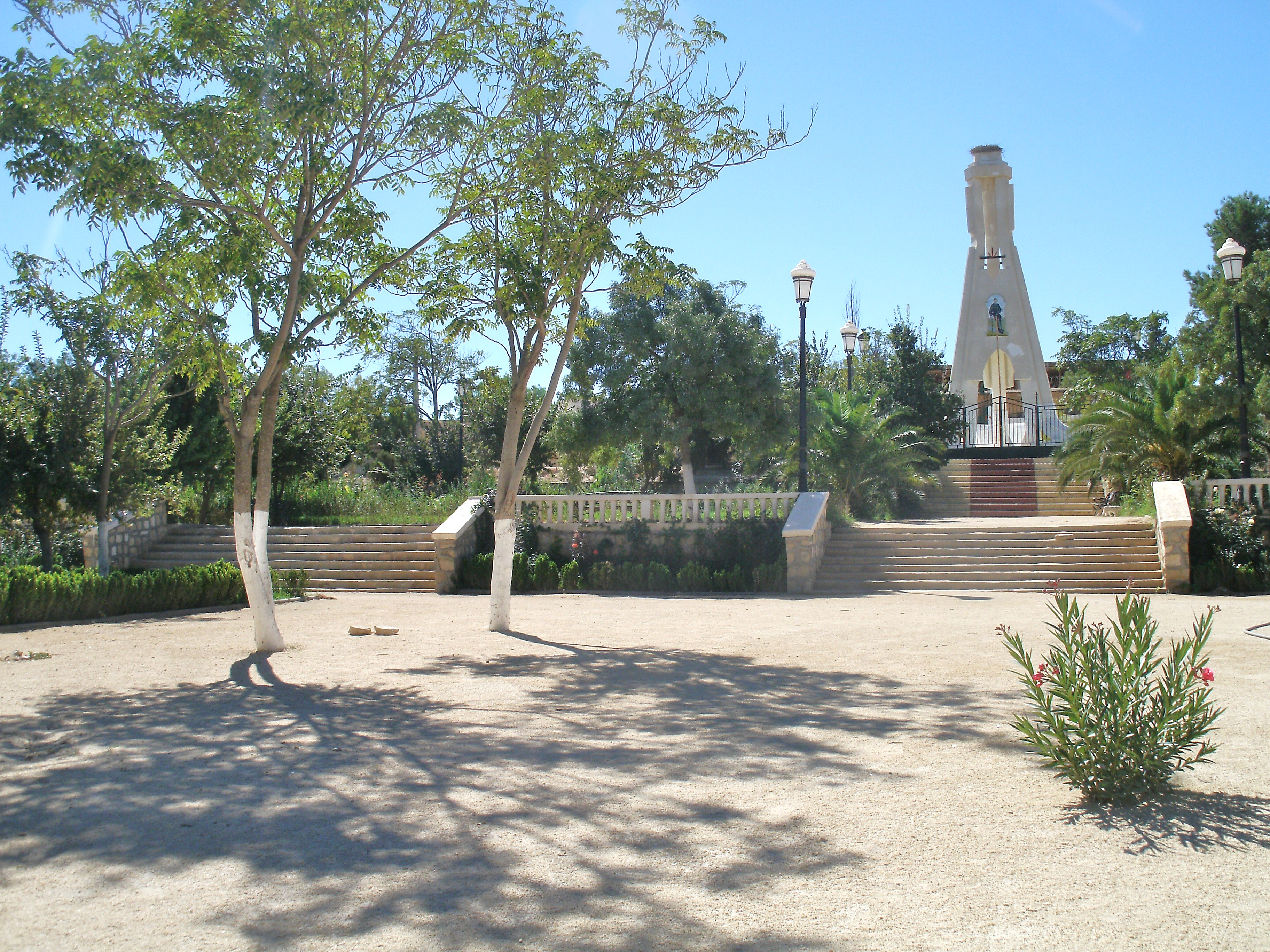
Monument aux Martyrs de la ville de Djelfa

## Le chahid dans les arts et les médias

### Théâtre
- 1987 : Les Martyrs reviennent cette semaine (الشهداء يعودون هذا الأسبوع), de Tahar Ouettar, adaptation de M'hamed Benguettaf, mise en scène de Ziani-Chérif Ayad

### Littérature
- Tahar Djaout, Les Chercheurs d'os (roman), Éditions du Seuil, Paris, 1984,  (ISBN 2020067102). Réédition dans la Collection "Points', no 824, Éditions du Seuil, 2001  (ISBN 2020484919). Traduction en allemand, 1988. Traduction en catalan, 2003
- Tahar Ouettar, Les Martyrs reviennent cette semaine (الشهداء يعودون هذا الأسبوع), Baghdad, 1974 - Alger, 1980 - (en arabe)
- Mohamed Cherif Ould El Hocine, Éléments pour la mémoire. Afin que nul n'oublie. Hommage à nos glorieux Chouhada. De l'Organisation Spéciale (OS) 1947 à l'indépendance de l'Algérie le 5 juillet 1962, Casbah, Alger, 2009,  (ISBN 9789961648650).

### Articles de journaux
- Mohammed Gadir, Portrait du Chahid « le Commandant Ferradj », 2/11/2012 : Louedj Mohamed, dit « Commandant Ferradj », né en 1934 à Ain Ghoraba (Tlemcen).